# AS Olympiakos Volou 1937
L'Athlītikos Syllogos Olympiakos Volou 1937 (grec: Αθλητικός Σύλλογος Ολυμπιακός Βόλου 1937) és un club esportiu grec de la ciutat de Volos.

## Història
El club va ser fundat l'any 1937 amb el nom AS Olympiakos Volos. El 1961 es fusionà amb el club local Ethnikos esdevenint AO Olympiakos-Ethnikos. El 2004 una part del club es fusionà amb AS Kassandra creant el club ASK Olympiakos Volos. D'aquesta manera ambdós clubs es mantingueren separats durant quatre anys. El 2008, ambdós clubs es fusionen esdevenint AS Olympiakos Volou 1937.
L'any 2011, l'Olympiacos fou exclòs de la lliga grega i la Lliga Europa per un problema de partits arreglats.

## Palmarès
- Segona divisió grega:
  - 1961-62, 1966-67, 1970-71, 2009-10
- Tercera divisió grega:
  - 1985-86, 1998-99
- Campionat provincial:
  - 1954-55